# Desa Cidahu (administrativ by i Indonesien, lat -6,80, long 108,45)
Desa Cidahu är en administrativ by i Indonesien.   Den ligger i provinsen Jawa Barat, i den västra delen av landet, 190 km öster om huvudstaden Jakarta.